# Landkreis Calau

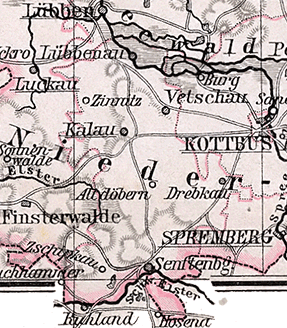
Das Kreisgebiet 1905

Der Landkreis Calau, ursprünglich Kreis Calau, bis ins 19. Jahrhundert auch Kalauer Kreis genannt, von 1950 bis 1952 Landkreis Senftenberg, war ein Landkreis in Brandenburg. Er bestand  bis 1950 in Preußen, in der SBZ und in der DDR. Der Kreis umfasste am 1. Januar 1945 die fünf Städte Calau, Drebkau, Lübbenau, Senftenberg und Vetschau sowie 127 weitere Gemeinden.
Heute gehört das ehemalige Kreisgebiet größtenteils zum Landkreis Oberspreewald-Lausitz. Der Raum Drebkau gehört heute zum Landkreis Spree-Neiße und das Gebiet um Lauta zum Landkreis Bautzen in Sachsen.

## Verwaltungsgeschichte

### Königreich Preußen
Als eines der Ergebnisse des Wiener Kongresses musste das Königreich Sachsen 1815 die Niederlausitz an Preußen abtreten. Einer der fünf historischen Kreise der Niederlausitz war der Kalauer Kreis bzw. der Kreis Kalau.
Die Niederlausitz wurde Teil des neuen Regierungsbezirks Frankfurt, in dem 1816 eine umfassende Kreisreform durchgeführt wurde. Der Kreis Kalau wurde dabei durch die Eingliederung des Amtes Senftenberg deutlich vergrößert. Gleichzeitig wurde mit den Nachbarkreisen eine Reihe von Enklaven und Exklaven ausgetauscht.

### Deutsches Reich
Seit dem 1. Juli 1867 gehörte der Kreis zum Norddeutschen Bund und ab dem 1. Januar 1871 zum Deutschen Reich. Am 21. Juli 1875 wurden die Landgemeinde Lichtenau und der Gutsbezirk Lichtenau aus dem Landkreis Luckau in den Kreis Calau umgegliedert.
Zum 30. September 1928 fand im Kreis Calau wie im übrigen Freistaat Preußen eine Gebietsreform statt, bei der alle Gutsbezirke aufgelöst und benachbarten Landgemeinden zugeteilt wurden.
Mit der Entdeckung und Förderung der Braunkohle im Süden der Niederlausitz entwickelte sich die Stadt Senftenberg zum industriellen Zentrum des Kreises. Neben der Braunkohleindustrie sorgten auch Ziegelein, Glashütten, Sägewerke, das Lautawerk und die Brabag (das spätere Synthesewerk Schwarzheide) dafür, dass 75 Prozent der Bevölkerung im Südteil des Kreises lebten. Calau mit den Kreis- und Kommunalbehörden hingegen lag im landwirtschaftlich geprägten Nordteil des Kreises. Bereits 1931/1932 kamen Forderungen auf, den Kreissitz nach Senftenberg zu verlegen. Mit der Absetzung des Landrates Carl Freter wurden diese Planungen aber aufgegeben. Von 1939 bis 1945 war Fritz Haas Oberlandrat des Kreises.
Im Frühjahr 1945 wurde das Kreisgebiet durch die Rote Armee besetzt.

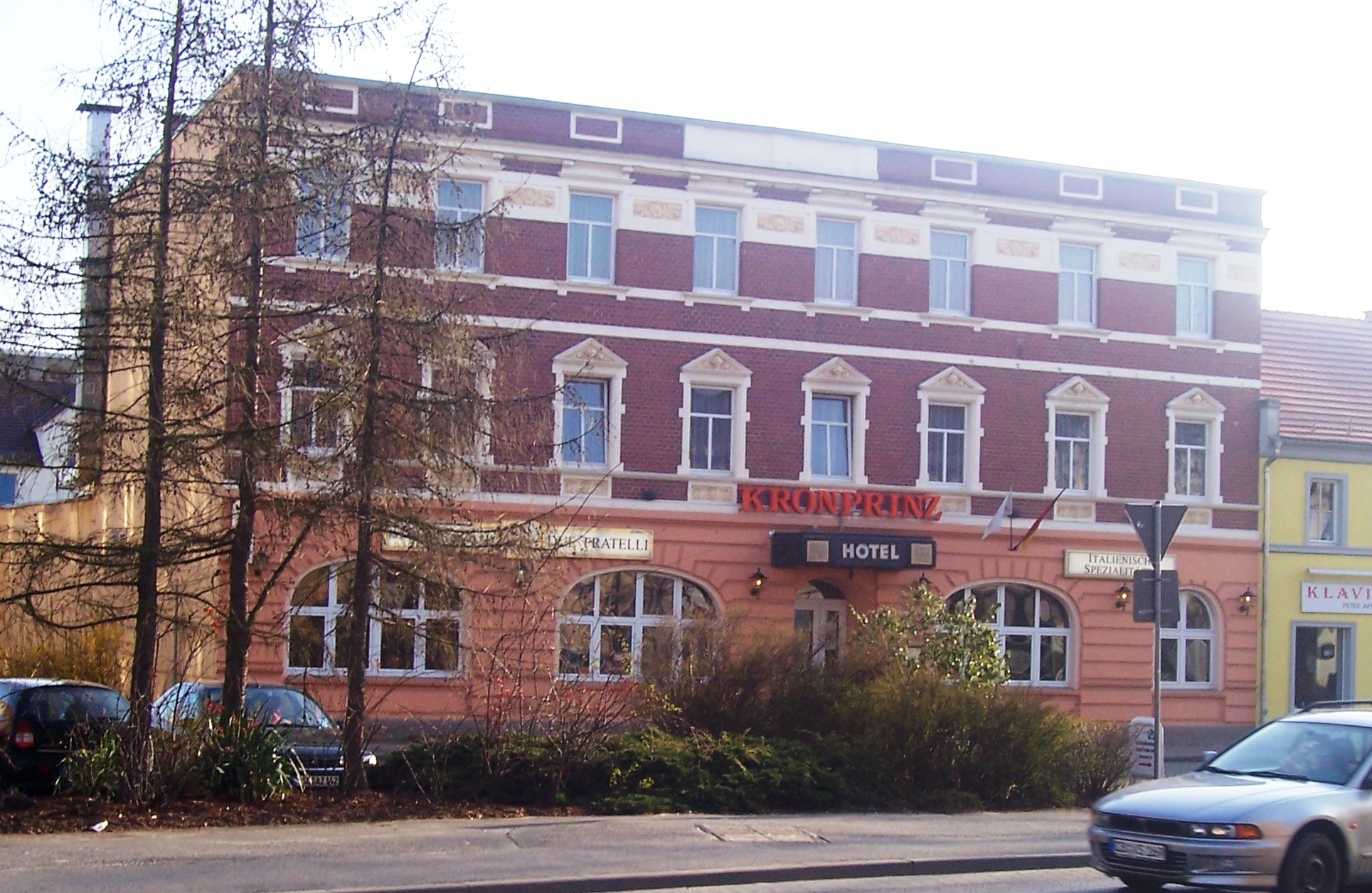
Hotel Kronprinz, provisorischer Sitz des Landrats in Senftenberg

### Deutsche Demokratische Republik
Nach dem Zweiten Weltkrieg gehörte der nunmehr Landkreis Calau genannte Kreis zum Land Brandenburg, das in der Sowjetischen Besatzungszone aus dem westlich der Oder-Neiße-Linie gelegenen Teil der Provinz Brandenburg gebildet worden war.
Am 15. September 1946 fanden die ersten Kommunalwahlen und am 20. Oktober 1946 die ersten Kreis- und Landtagswahlen nach dem Zweiten Weltkrieg statt. Der neugewählte Kreistag tagte am 18. Dezember 1946 in der Stadthalle Calau. Der Kreistag wählte Gerhard Tzschieter zum Vorsitzenden und Carl Freter zum Landrat. Am 1. März 1946 wurden Bückgen und Schmogro nach Großräschen eingemeindet.
Mit Wirkung vom 1. April 1947 wurden die Büroräume der Kreisverwaltung nach Senftenberg verlegt. In Calau verblieben die Abteilungen Landwirtschaft und Forsten sowie Erfassung pflanzlicher und tierischer Produkte. In Senftenberg wurde die Kreisverwaltung im gesamten Stadtgebiet verteilt untergebracht. Im Hotel Kronprinz in der Ernst-Thälmann-Straße hatten der Landrat sowie das Finanzamt seinen Sitz. Im Senftenberger Schloss waren unter anderem die Hauptverwaltung und das Kreisbauamt untergebracht. In der POS I Artur Wölk kamen die Kreispolizei, das Sozialamt und das Kreisjugendamt unter. Weitere Teile wurden im Bergbauhaus des Niederlausitzer Bergbauvereins untergebracht.
Seit dem 7. Oktober 1949 war das Land Brandenburg und damit auch der Landkreis Calau Teil der DDR. Am 27. Juni 1950 stimmte der Kreistag des Landkreises Calau der Umbenennung des Landkreises in Landkreis Senftenberg zu. Gleichzeitig kam es zu mehreren Gebietsänderungen.
In den Landkreis Calau wechselten die Gemeinden
- Illmersdorf aus dem Landkreis Cottbus
- Pademack aus dem Landkreis Luckau.

Aus dem Landkreis Calau wechselten die Gemeinden
- Bischdorf, Boblitz, Dubrau, Eisdorf, Fleißdorf, Göritz b. Vetschau, Groß Beuchow, Groß Klessow, Groß Lübbenau, Hindenberg, Kahnsdorf, Kittlitz, Klein Beuchow, Krimnitz, Kückebusch, Lehde, Leipe, Lübbenau, Märkischheide, Naundorf b. Vetschau, Raddusch, Ragow, Schönfeld, Stradow, Suschow, Terpt, Tornow, Vetschau, Vorberg und Zerkwitz in den Landkreis Lübben (Spreewald)
- Craupe, Groß Mehßow, Klein Mehßow, Radensdorf, Stöbritz und Willmersdorf in den Landkreis Luckau
- Rehnsdorf in den Landkreis Spremberg (Lausitz).

Im Zuge der großen Gebietsreform von 1952 wurde der Raum Calau/Senftenberg vollkommen neu gegliedert:
- Aus dem Nordteil des Landkreises wurde unter Hinzufügung von Gemeinden der Landkreise Lübben (Spreewald) und Luckau ein neuer Kreis Calau gebildet.
- Aus dem Südteil des Landkreises wurde unter Hinzufügung von Gemeinden der Landkreise Hoyerswerda und Liebenwerda ein neuer Kreis Senftenberg gebildet.
- Die Kreise Calau und Senftenberg wurden dem neugebildeten Bezirk Cottbus zugeschlagen.
- Die Stadt Drebkau sowie die Gemeinden Brodtkowitz, Casel, Domsdorf, Golschow, Greifenhain, Koschendorf, Laubst, Löschen, Raakow, Radensdorf b. Drebkau, Siewisch und Steinitz wechselten aus dem Landkreis Senftenberg in den Kreis Cottbus-Land im Bezirk Cottbus.
- Die Gemeinden Lauta und Scado wechselten aus dem Landkreis Senftenberg in den Kreis Hoyerswerda im Bezirk Dresden.
- Die Gemeinde Kausche wechselte aus dem Landkreis Senftenberg in den Kreis Spremberg im Bezirk Cottbus.

## Einwohnerentwicklung
| Jahr | Einwohner | Quelle |
| ---- | --------- | ------ |
| 1816 | 29.425    | [ 5 ]  |
| 1840 | 39.360    | [ 6 ]  |
| 1871 | 49.393    | [ 7 ]  |
| 1890 | 58.634    | [ 8 ]  |
| 1900 | 78.804    | [ 8 ]  |
| 1910 | 94.243    | [ 8 ]  |
| 1925 | 109.133   | [ 8 ]  |
| 1933 | 109.514   | [ 8 ]  |
| 1939 | 111.047   | [ 8 ]  |
| 1946 | 130.548   | [ 9 ]  |

## Kommunalverfassung bis 1945
Der Kreis Calau gliederte sich zunächst in Städte, in Landgemeinden und – bis zu deren Auflösung im Jahre 1928 – in Gutsbezirke. Mit Einführung des preußischen Gemeindeverfassungsgesetzes vom 15. Dezember 1933 gab es ab dem 1. Januar 1934 eine einheitliche Kommunalverfassung für alle preußischen Gemeinden. Mit Einführung der Deutschen Gemeindeordnung vom 30. Januar 1935 wurde zum 1. April 1935 das Führerprinzip auf Gemeindeebene durchgesetzt. Eine neue Kreisverfassung wurde nicht mehr geschaffen; es galt weiterhin die Kreisordnung für die Provinzen Ost- und Westpreußen, Brandenburg, Pommern, Schlesien und Sachsen vom 19. März 1881.

## Landräte

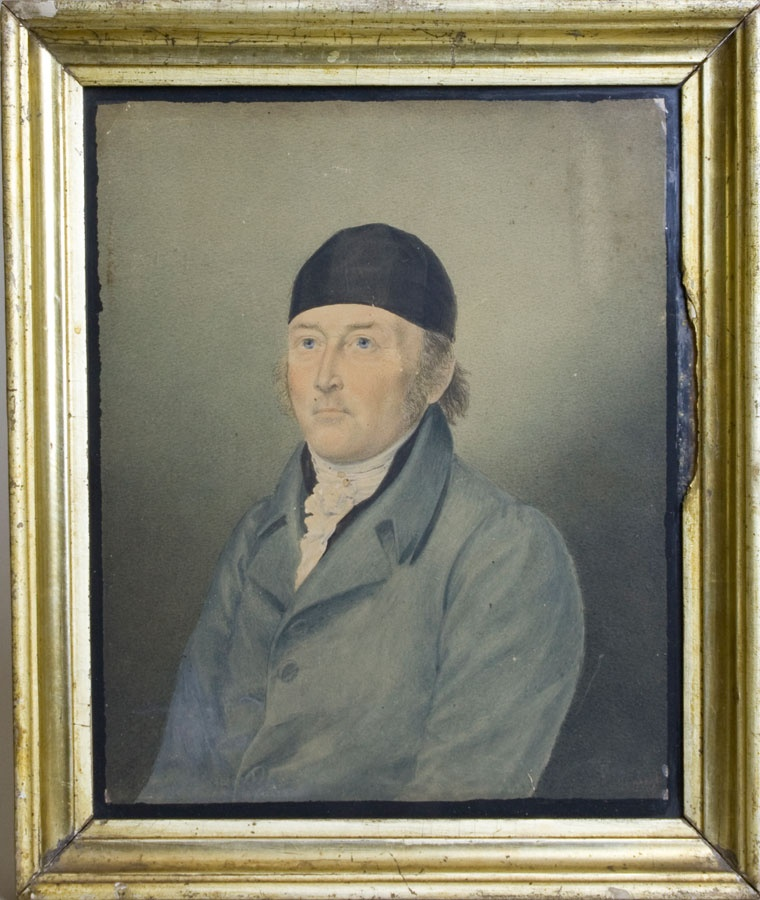
Gustav von Thermo (1762–1835)

- 1816–1818 Gustav von Thermo (1762–1835)
- 1818–1849 Anton von Stutterheim
- 1849–1866 Anton Maerker (um 1820–1866)
- 1866–1900 Freiherr Kurt von Patow-Gliechow (1836–1902)[10]
- 1900–1919 Karl Alphons Graf von Pourtalès (1861–1930)
- 1919–1932 Carl Freter (1878–1953)
- 1932–1933 Erich Krause
- 1933–1935 Wilhelm Ermert
- 1935–1939 Gerhard Rühle (1905–1949)
- 1939–1940 Fritz Haas
- 1940–9999 Georg Jacobi (vertretungsweise)
- 1940–9999 Löbbecke (Regierungsrat/ vertretungsweise)[11]
- 1940–1943 Werner Oberst (1891–1945; vertretungsweise)
- 1943–1945 Herbert Suesmann (1885–1950)

## Städte und Gemeinden

### Stand 1945
Dem Kreis Calau gehörten 1945 die folgenden Städte und Gemeinden an:
| - Allmosen - Altdöbern - Annahütte - Bahnsdorf - Barzig - Bathow - Bischdorf - Boblitz - Bolschwitz - Brieske - Brodtkowitz - Bronkow - Buchholz - Buchwäldchen - Buchwalde - Bückgen - Buckow - Cabel - Calau, Stadt - Casel - Craupe - Domsdorf - Dörrwalde - Drebkau, Stadt - Drochow - Dubrau - Eisdorf | - Fleißdorf - Freienhufen - Gahlen - Gliechow - Golschow - Göritz b. Vetschau - Gosda - Greifenhain - Groß Beuchow - Groß Jehser - Groß Klessow - Groß Lübbenau - Groß Mehßow - Großkoschen - Großräschen - Hindenberg - Hörlitz - Kahnsdorf - Kalkwitz - Kausche - Kemmen - Kittlitz - Klein Beuchow - Klein Jauer - Klein Mehßow - Kleinkoschen - Klettwitz | - Koschendorf - Koßwig - Kostebrau - Krimnitz - Kückebusch - Laasow - Laubst - Lauta - Leeskow - Lehde - Leipe - Lieske - Lindchen - Lipten - Löschen - Lübbenau, Stadt - Lubochow - Luckaitz - Lug - Mallenchen - Märkischheide - Meuro - Missen - Muckwar - Naundorf b. Vetschau - Neudöbern - Neupetershain | - Ogrosen - Plieskendorf - Pritzen - Raakow - Raddusch - Radensdorf b. Calau - Radensdorf b. Drebkau - Ragow - Ranzow - Rauno - Reddern - Rehnsdorf - Reppist - Repten - Ressen - Reuden - Rosendorf - Saadow - Saalhausen - Säritz - Saßleben - Sauo - Scado - Schipkau - Schmogro - Schöllnitz - Schönfeld | - Schwarzheide - Sedlitz - Seese - Senftenberg, Stadt - Siewisch - Steinitz - Stöbritz - Stradow - Suschow - Terpt - Tornitz - Tornow - Vetschau, Stadt - Vorberg - Weißag - Wendisch Sorno - Werchow - Willmersdorf - Wormlage - Woschkow - Wüstenhain - Zerkwitz - Zinnitz - Zwietow |

### Vor 1939 aufgelöste Gemeinden
- Naundorf bei Ruhland und Zschornegosda wurden am 1. Oktober 1936 zur Gemeinde Schwarzheide zusammengeschlossen.

| - Altnau, 1904 zu Calau - Briesen, 1926 zu Tornitz - Chransdorf, 1926 zu Altdöbern - Erpitz, 1926 zu Groß Jehser - Geisendorf, 1926 zu Neupetershain - Göritz b. Alt Döbern, 1926 zu Casel - Gräbendorf, 1926 zu Reddern - Hänchen, 1926 zu Schönfeld - Jehschen, 1926 zu Missen - Jüttendorf, 1923 zu Senftenberg - Kleeden, 1926 zu Zerkwitz - Klein Görigk, 1926 zu Neupetershain - Klein Klessow, 1926 zu Groß Klessow - Kleinräschen, 1925 zu Großräschen - Kunersdorf, 1926 zu Leeskow | - Laasdorf, 1926 zu Reddern - Lichtenau, 1926 zu Tornow - Lobendorf, 1926 zu Repten - Mlode, 1926 zu Seese - Nebendorf, 1926 zu Pritzen - Petershain, 1925 zu Neupetershain - Redlitz, 1926 zu Groß Klessow - Rettchensdorf, 1925 zu Neudöbern - Rochusthal, 1926 zu Seese - Schadewitz, 1926 zu Kemmen - Schönebegk, 1926 zu Vetschau - Settinchen, 1926 zu Cabel - Stennewitz, 1926 zu Lübbenau - Stottoff, 1926 zu Lübbenau - Thamm, 1920 zu Senftenberg |

### Namensänderungen
In den 1930er Jahren gab es einige Änderungen der Schreibweise wie
- Costebrau → Kostebrau
- Kosswigk → Koßwig
- Lugk → Lug
- Weissagk b. Calau → Weißag
- Zschipkau → Schipkau.

In der Zeit des Nationalsozialismus wurden 1937 mehrere Ortsnamen sorbischen Ursprungs mit neuen deutschen Namen versehen (Übersetzung oder freie Erfindung). Anders als z. B. in Sachsen wurden diese Namensänderungen hier nach 1945 nicht rückgängig gemacht:
- Dlugy → Fleißdorf
- Dobristroh → Freienhufen
- Särchen → Annahütte
- Weißagk b. Vetschau → Märkischheide